# Латентно-семантический анализ
Латентно-семантический анализ (ЛСА) (англ. Latent semantic analysis, LSA) — это метод обработки информации на естественном языке, анализирующий взаимосвязь между библиотекой документов и терминами, в них встречающимися, и выявляющий характерные факторы (тематики), присущие всем документам и терминам.
В основе метода латентно-семантического анализа лежат принципы факторного анализа, в частности, выявление латентных связей изучаемых явлений или объектов. При классификации / кластеризации документов этот метод используется для извлечения контекстно-зависимых значений лексических единиц при помощи статистической обработки больших корпусов текстов.

## История
ЛСА был запатентован в 1988 году Scott Deerwester, Susan Dumais, George Furnas, Richard Harshman, Thomas Landauer, Karen Lochbaum и Lynn Streeter. В области информационного поиска данный подход называют латентно-семантическим индексированием (ЛСИ).
Впервые ЛСА был применен для автоматического индексирования текстов, выявления семантической структуры текста и получения псевдодокументов. Затем этот метод был довольно успешно использован для представления баз знаний и построения когнитивных моделей.
В последние годы метод ЛСА часто используется для поиска информации (индексация документов), классификации документов, моделях понимания и других областях, где требуется выявление главных факторов из массива информационных данных.

## Описание работы ЛСА
ЛСА можно сравнить с простым видом нейросети, состоящей из трех слоев: первый слой содержит множество слов (термов), второй — некое множество документов, соответствующих определённым ситуациям, а третий, средний, скрытый слой представляет собой множество узлов с различными весовыми коэффициентами, связывающих первый и второй слои.
В качестве исходной информации ЛСА использует матрицу термы-на-документы, описывающую набор данных, используемый для обучения системы. Элементы этой матрицы содержат, как правило, веса, учитывающие частоты использования каждого терма в каждом документе и участие терма во всех документах (TF-IDF).
Наиболее распространенный вариант ЛСА основан на использовании разложения матрицы по сингулярным значениям (SVD — Singular Value Decomposition). С помощью SVD-разложения любая матрица раскладывается во множество ортогональных матриц, линейная комбинация которых является достаточно точным приближением к исходной матрице.
Говоря более формально, согласно теореме о сингулярном разложении, любая вещественная прямоугольная матрица может быть разложена на произведение трех матриц:
{\displaystyle {\begin{matrix}A=USV^{T}\end{matrix}}}
,
где матрицы {\displaystyle {\textbf {U}}} и {\displaystyle {\textbf {V}}} — ортогональные, а {\displaystyle {\textbf {S}}} — диагональная матрица, значения на диагонали которой называются сингулярными значениями матрицы {\displaystyle {\textbf {A}}}.
Буква Т в выражении {\displaystyle {\textbf {V}}^{T}} означает транспонирование матрицы.
Такое разложение обладает замечательной особенностью: если в матрице {\displaystyle {\textbf {S}}} оставить только {\displaystyle {\textbf {k}}} наибольших сингулярных значений, а в матрицах {\displaystyle {\textbf {U}}} и {\displaystyle {\textbf {V}}} — только соответствующие этим значениям столбцы, то произведение получившихся матриц {\displaystyle {\textbf {S}}} , {\displaystyle {\textbf {U}}} и {\displaystyle {\textbf {V}}} будет наилучшим приближением исходной матрицы {\displaystyle {\textbf {A}}} к матрице {\displaystyle {\hat {\textbf {A}}}} ранга {\displaystyle {\textbf {k}}}:
{\displaystyle {\begin{matrix}{\hat {A}}\approx A=USV^{T}\end{matrix}}}
,
Основная идея латентно-семантического анализа состоит в том, что если в качестве матрицы {\displaystyle {\textbf {A}}} использовалась матрица термы-на-документы, то матрица {\displaystyle {\hat {\textbf {A}}}} , содержащая только {\displaystyle {\textbf {k}}} первых линейно независимых компонент {\displaystyle {\textbf {A}}}, отражает основную структуру различных зависимостей, присутствующих в исходной матрице. Структура зависимостей определяется весовыми функциями термов.
Таким образом, каждый терм и документ представляются при помощи векторов в общем пространстве размерности {\displaystyle {\textbf {k}}} (так называемом пространстве гипотез). Близость между любой комбинацией термов и/или документов легко вычисляется при помощи скалярного произведения векторов.
Как правило, выбор {\displaystyle {\textbf {k}}} зависит от поставленной задачи и подбирается эмпирически. Если выбранное значение {\displaystyle {\textbf {k}}} слишком велико, то метод теряет свою мощность и приближается по характеристикам к стандартным векторным методам. Слишком маленькое значение k не позволяет улавливать различия между похожими термами или документами.

## Применение
Существуют три основных разновидности решения задачи методом ЛСА:
- сравнение двух термов между собой;
- сравнение двух документов между собой;
- сравнение терма и документа.

## Достоинства и недостатки ЛСА
Достоинства метода:
- метод является наилучшим для выявления латентных зависимостей внутри множества документов;
- метод может быть применен как с обучением, так и без обучения (например, для кластеризации);
- используются значения матрицы близости, основанной на частотных характеристиках документов и лексических единиц;
- частично снимается полисемия и омонимия.

Недостатки:
- Существенным недостатком метода является значительное снижение скорости вычисления при увеличении объёма входных данных (например, при SVD-преобразовании). Как показано в[3], скорость вычисления соответствует порядку {\displaystyle {\textbf {N}}^{2*k}}, где {\displaystyle {\textbf {N}}={\textbf {N}}_{doc}+{\textbf {N}}_{term}} — сумма количества документов и термов , {\displaystyle {\textbf {k}}} — размерность пространства факторов.
- Вероятностная модель метода не соответствует реальности. Предполагается, что слова и документы имеют Нормальное распределение, хотя ближе к реальности Распределение Пуассона. В связи с этим для практических применений лучше подходит Вероятностный латентно-семантический анализ, основанный на мультиномиальном распределении.